# Dossenus paraensis
Espèce
Dossenus paraensis est une espèce d'araignées aranéomorphes de la famille des Trechaleidae.

## Distribution
Cette espèce est endémique du Pará au Brésil,.

## Description
La femelle holotype mesure 8,05 mm.

## Étymologie
Son nom d'espèce, composé de para et du suffixe latin -ensis, « qui vit dans, qui habite », lui a été donné en référence au lieu de sa découverte, le Pará.

## Publication originale
- Silva & Lise, 2011 : A new species of Dossenus Simon, 1898 (Araneae, Trechaleidae) from northern Brazil. Zootaxa, no 2814, p. 67-68.